# Ärligt spel

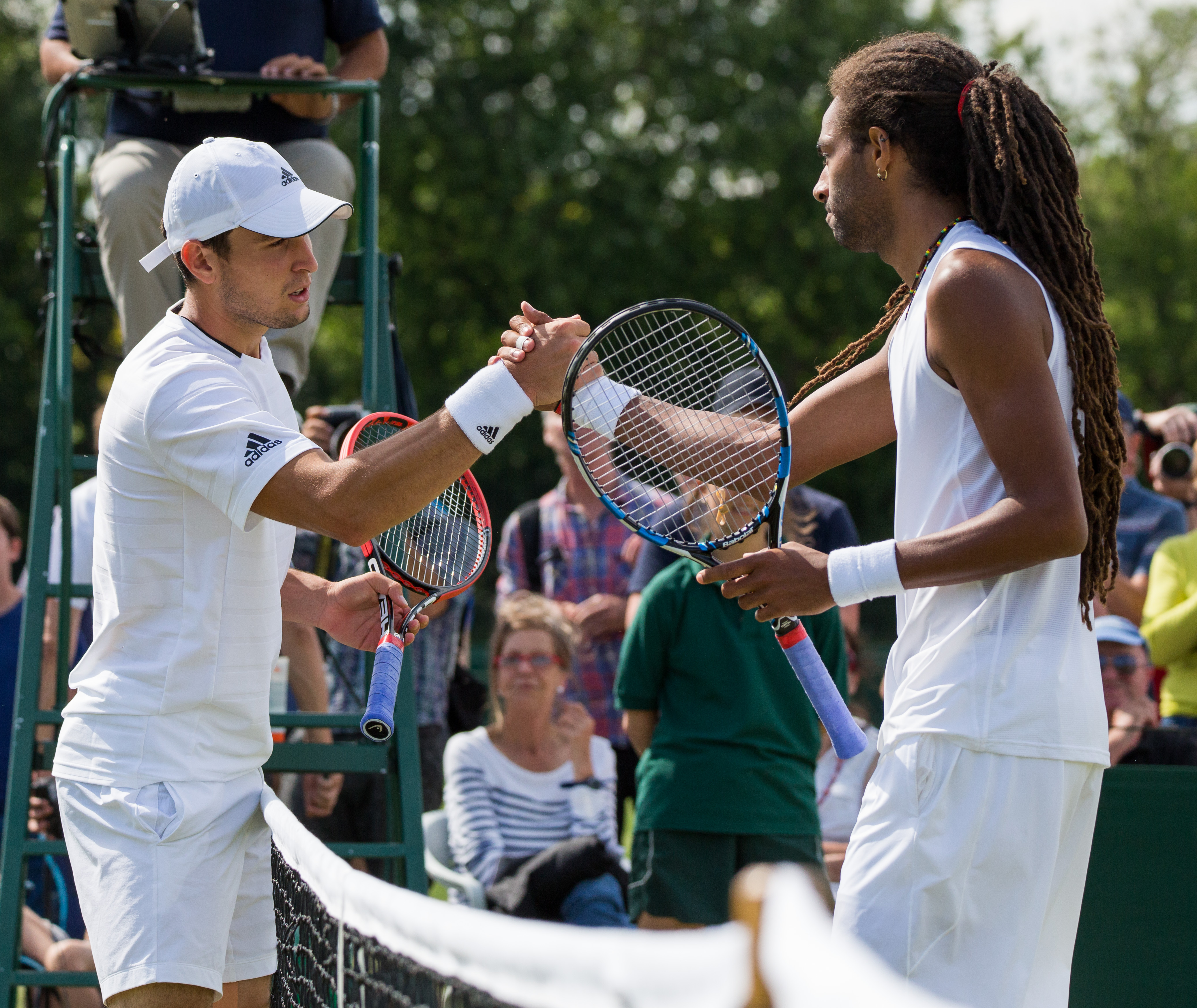
Två tennisspelare skakar hand efter avslutad match.

Ärligt spel eller rent spel (engelska: fair play) är en term för visad aktning och respekt för motståndaren, liksom spelets regler och anda i sport- och idrottssammanhang. En engelsk term som också finns etablerad i det svenska språket är sportsmanship.

## Fotboll
Inom fotboll tas ärligt spel på allvar, eftersom vinst i inhemska Fair Play-ligan ger en plats i lottningen som kan ge en fribiljett till Uefa Europa League. Det lag som har allra lägst snitt (baserat på antalet gula och röda kort, lagets uppförande, publikens uppförande och lagets ledares uppförande) får automatiskt en plats i Europa League. Alla andra länder som når ett snitt på 8 eller lägre kvalificeras automatiskt till lottningen om de andra två platserna.

## Ultimate Frisbee
Ärligt spel är ett väsentligt begrepp inom sporten Ultimate Frisbee. Begreppet innebär inom denna sport att ansvaret att spela schyst ligger på den enskilde spelaren, eftersom det inte finns några domare i Ultimate Frisbee. Ultimate Frisbee är en av få svenska lagsporter där man litar till sportsmannaandan snarare än till en domare.